# Джёрче Петров (женский гандбольный клуб)
Гандбольный клуб «Джёрче Петров» (макед. Ракометен Клуб Ѓорче Петров) — женский гандбольный клуб из Скопье (Республика Македония).

## История
В 1979 году в Скопье появился гандбольный клуб «Джёрче Петров», который с 1992 года 17 раз становился чемпионом страны, 16 раз выигрывал Кубок Македонии (кроме поражения в 1994 году). В 2002 году клуб выиграл впервые в своей истории Лигу чемпионов ЕГФ, одолев венгерский клуб «Ференцварош» (также он выходил в финалы в 2000 и 2005 годах), а в 2002 году выиграл Кубок чемпионов ЕГФ. У команды был свой гимн.
16 сентября 2011 года клуб был расформирован в связи с нехваткой финансов. Его правопреемником считается команда «Гёрче», выступающая в Первой женской лиге гандбола Македонии, но уже без названия «Кометал».

## Титулы
- Чемпионы Македонии: 1993, 1994, 1995, 1996, 1997, 1998, 1999, 2000, 2001, 2002, 2003, 2004, 2005, 2006, 2007, 2008, 2009
- Победители Кубка Македонии: 1993, 1995, 1996, 1997, 1998, 1999, 2000, 2001, 2002, 2003, 2004, 2005, 2006, 2007, 2008, 2009
- Победители Лиги чемпионов ЕГФ: 2002
- Победители Кубка чемпионов ЕГФ: 2002

## Известные игроки
- Эдуарда Идалина Аморим
- Ана Каролина Аморим
- Мирьета Байрамоская
- Душица Гьоргьевская
- Елена Гьоргьевская
- Ленче Илкова
- Драгица Кресоя
- Наташа Младеновская
- Савица Мркик
- Гонджа Нахджыванлы
- Симона Николовская
- Алегра Охоланга
- Драгана Пецевская
- Юлия Портянко-Николич
- Мария Стерёва
- Ива Стойковская
- Веселинка Треноская
- Клара Боева
- Индира Кастратович-Якупович
- Гордана Нацева
- Андрияна Будимир
- Ольга Буянова (Евчеренко)
- Наталия Тодоровская(Малахова)
- Валентина Радулович
- Люминица Дину-Хуцупан
- Елиз Эзель
- Татьяна Медвед
- Анжела Платон
- Марина Абрамова
- Оксана Маслова
- Милена Велкова
- Мирьяна Чупич
- Лариса Киселева
- Татьяна Чернышова
- Наталья Дерепаско
- Наташа Колега